# TK-1
TK-1 – prototyp tankietki, konstrukcji polskiej, z okresu przed II wojną światową.

## Historia
W latach 1925–1928 angielscy inżynierowie: John Carden i Vivian Loyd, założyciele firmy Carden-Loyd Tractor Co., opracowali kilka projektów tankietek – małych pancernych pojazdów gąsienicowych. U podstaw powstania tych jedno- i dwuosobowych konstrukcji legła, nieco utopijna, idea zapewnienia każdemu żołnierzowi własnego pojazdu bojowego. Wiązało się to z lansowanymi wówczas w Wielkiej Brytanii teoriami o całkowitej mechanizacji armii. W 1928 r. firma została wchłonięta przez koncern Vickers-Armstrong, a obaj inżynierowie zostali zatrudnieni w jego dziale czołgowym. Powstały wtedy prototypy pojazdów ich projektu, wśród nich znalazł się prototyp tankietki Carden-Loyd Mk.VI. Dzięki szerokiej kampanii reklamowej stała się ona jednym z najbardziej znanych w tym czasie pojazdów pancernych na świecie. Pojazdy były produkowane na potrzeby armii brytyjskiej. Wprowadzono je do uzbrojenia w liczbie 348 sztuk. Używano ich głównie jako transporterów karabinów maszynowych, także do rozpoznania, przewozu WKM-ów i moździerzy oraz holowania armat przeciwpancernych i lekkich haubic. Tankietka stała się także przebojem eksportowym – została zakupiona przez co najmniej szesnaście państw. Sześć z nich zakupiło również licencję na jej produkcję. Niektóre, wzorując się na oryginalnej konstrukcji, stworzyły własne odmiany (np. T-27 w ZSRR).
Wśród państw zainteresowanych konstrukcją znalazła się też Polska. 20 czerwca 1929 roku na poligonie w Rembertowie odbył się pierwszy pokaz pojazdu dostarczonego przez przedstawicielstwo Vickersa. Przeprowadzono też próby strzelań. Zdecydowano wtedy o zakupie większej ich partii: zamówiono 10 tankietek i 5 gąsienicowych przyczepek do nich oraz części zamienne. Dostawa sprzętu nastąpiła w drugiej połowie sierpnia 1929 roku. Z pojazdów sformowano dwa plutony, które wzięły udział w ćwiczeniach. Tankietki były też poddawane szczegółowym próbom i badaniom technicznym. W ich wyniku stwierdzono, że wiele zalet reklamowanych w prospektach firmy Vickers-Armstrong nie odpowiada rzeczywistości. Użytkownicy narzekali przede wszystkim na zawieszenie pojazdu. Powodowało ono całkowite wyczerpanie fizyczne załogi po dłuższej jeździe. W związku z planowanym zakupem licencji zażądano wprowadzenia wielu ulepszeń konstrukcyjnych i technologicznych. Firma Vickers-Armstrong przesłała odpowiednią dokumentację zmian.
Jednocześnie podjęto próby samodzielnego ulepszenia pojazdów w Polsce. W 1 Dywizjonie Samochodowym, pod kierunkiem por. Stanisława I Marczewskiego, przekonstruowano w dwóch pojazdach podwozie. Dodano kółka podtrzymujące górną część gąsienicy. Zainstalowano też dodatkowe resory.
Ostatecznie zrezygnowano z planów podjęcia produkcji tankietek Carden-Loyd. Uznano, że pojazdy takie będą przydatne w uzbrojeniu oddziałów rozpoznawczych kawalerii. Postanowiono jednak, na wzór tankietki angielskiej, skonstruować własny czołg. Zapotrzebowanie wojska na te pojazdy określono na nie mniej niż 330 sztuk.
Przygotowanie projektu polskiej tankietki zlecono pracownikom Biura Konstrukcyjnego Broni Pancernych Wojskowego Instytutu Badań Inżynierii w Warszawie. Pracowali nad nim mjr inż. Władysław Trzeciak, rtm. Edward Karkoz oraz inżynier Edward Habich. Na podstawie przygotowanej dokumentacji Państwowe Warsztaty Samochodowe zbudowały dwa prototypy pojazdu nazywanego „Lekkim czołgiem szybkobieżnym wz. 30”. Otrzymały one oznaczenia TK-1 i TK-2. Różniły się zastosowanym silnikiem oraz innymi szczegółami konstrukcyjnymi. Próby prototypów miały doprowadzić do przyjęcia optymalnego wariantu. Oba pojazdy zostały przekazane wojsku 17 maja 1930 roku.
Rozpoczął się cykl badań porównawczych. W ich rezultacie zażądano dokonania zmian w projekcie. Oba prototypy wróciły do fabryki w celu wprowadzenia modyfikacji. Poprawione pojazdy otrzymały nazwę „Czołg wz. 31”. Zamówiono jednocześnie trzeci prototyp, który otrzymał oznaczenie TK-3. Zmodernizowane pojazdy powróciły na próby w marcu 1931 roku. Przeszły wszechstronne badania, należał do nich m.in. rajd na trasie Augustów–Osowiec–Grodno. Przed zakończeniem wszystkich prób, nie czekając na ich ostateczne rezultaty, 14 lipca 1931 roku przyjęto do uzbrojenia Wojska Polskiego pojazd nazwany „Lekki czołg rozpoznawczy TK-3”. Wzorcem do jego produkcji był trzeci prototyp noszący oznaczenie TK-3.

## Problem nazwy
Nie udało się do dzisiaj jednoznacznie ustalić znaczenia i pochodzenia skrótu TK. Istnieje kilka wersji. Według jednej, są to pierwsze litery nazwisk dwóch konstruktorów pojazdu: Trzeciaka i Karkoza. Inna wersja mówi, że są to inicjały płk. T. Kossakowskiego – propagatora budowy tego typu czołgów. Przypuszcza się także, iż jest to skrót słowa „tankietka”. W dokumentach archiwalnych, pojazdy nazywane były także „TK wz. 30”, „Tek 1001” oraz „Czołg X”.